# Liste der Nummer-eins-Hits in den USA (1993)
Dies ist eine Liste der Nummer-eins-Hits in den von Billboard ermittelten Charts in den USA (Hot 100) im Jahr 1993. In diesem Jahr gab es elf Nummer-eins-Singles und sechzehn Nummer-eins-Alben.

## Singles
| ← 1992 ← | Liste der Nummer-eins-Hits in den USA | Liste der Nummer-eins-Hits in den USA | Liste der Nummer-eins-Hits in den USA                                       | 1994 →                    |
| \| Zeitraum \| Wo. ges. \| Interpret \| Titel Autor(en) \| Zusätzliche Informationen \| \| (Zeitraum, Wochen auf Platz eins, Interpret, Titel, Autor[en], zusätzliche Informationen) \| \| \| \| \| \| ----------------------------------------------------------------------------------------- \| -------- \| --------------------------- \| ------------------------------------------------------------------------------ \| ------------------------- \| \| 28. November 1992 – 5. März 1993 14 Wochen (insgesamt 14) \| 14 \| Whitney Houston \| I Will Always Love You[1] Dolly Parton \| - \| \| 6. März 1993 – 12. März 1993 1 Woche (insgesamt 1) \| 1 \| Peabo Bryson & Regina Belle \| A Whole New World (Aladdin’s Theme)[2] Alan Menken, Tim Rice \| - \| \| 13. März 1993 – 30. April 1993 7 Wochen (insgesamt 7) \| 7 \| Snow \| Informer[3] Edmond Leary, Darrin O’Brien, Shawn Moltke \| - \| \| 1. Mai 1993 – 14. Mai 1993 2 Wochen (insgesamt 2) \| 2 \| Silk \| Freak Me[4] Keith Sweat, Roy Murray \| - \| \| 15. Mai 1993 – 9. Juli 1993 8 Wochen (insgesamt 8) \| 8 \| Janet Jackson \| That’s the Way Love Goes[5] Janet Jackson, Jimmy Jam, Terry Lewis \| - \| \| 10. Juli 1993 – 23. Juli 1993 2 Wochen (insgesamt 2) \| 2 \| SWV \| Weak[6] Brian Alexander Morgan \| - \| \| 24. Juli 1993 – 10. September 1993 7 Wochen (insgesamt 7) \| 7 \| UB40 \| Can’t Help Falling in Love[7] George David Weiss, Hugo Peretti, Luigi Creatore \| - \| \| 11. September 1993 – 5. November 1993 8 Wochen (insgesamt 8) \| 8 \| Mariah Carey \| Dreamlover[8] Mariah Carey, Dave Hall \| - \| \| 6. November 1993 – 10. Dezember 1993 5 Wochen (insgesamt 5) \| 5 \| Meat Loaf \| I’d Do Anything for Love (But I Won’t Do That)[9] Jim Steinman \| - \| \| 11. Dezember 1993 – 24. Dezember 1993 2 Wochen (insgesamt 2) \| 2 \| Janet Jackson \| Again[10] Janet Jackson, Jimmy Jam, Terry Lewis \| - \| \| 25. Dezember 1993 – 21. Januar 1994 4 Wochen (insgesamt 4) \| 4 \| Mariah Carey \| Hero[11] Mariah Carey, Walter Afanasieff \| - \| |                                       |                                       |                                                                             |                           |
| ← 1992 |                                       |                                       |                                                                             | → 1994 →                  |
| Zeitraum | Wo. ges.                              | Interpret                             | Titel Autor(en)                                                             | Zusätzliche Informationen |
| (Zeitraum, Wochen auf Platz eins, Interpret, Titel, Autor[en], zusätzliche Informationen) |                                       |                                       |                                                                             |                           |
| 28. November 1992 – 5. März 1993 14 Wochen (insgesamt 14) | 14                                    | Whitney Houston                       | I Will Always Love You Dolly Parton                                         | -                         |
| 6. März 1993 – 12. März 1993 1 Woche (insgesamt 1) | 1                                     | Peabo Bryson & Regina Belle           | A Whole New World (Aladdin’s Theme) Alan Menken, Tim Rice                   | -                         |
| 13. März 1993 – 30. April 1993 7 Wochen (insgesamt 7) | 7                                     | Snow                                  | Informer Edmond Leary, Darrin O’Brien, Shawn Moltke                         | -                         |
| 1. Mai 1993 – 14. Mai 1993 2 Wochen (insgesamt 2) | 2                                     | Silk                                  | Freak Me Keith Sweat, Roy Murray                                            | -                         |
| 15. Mai 1993 – 9. Juli 1993 8 Wochen (insgesamt 8) | 8                                     | Janet Jackson                         | That’s the Way Love Goes Janet Jackson, Jimmy Jam, Terry Lewis              | -                         |
| 10. Juli 1993 – 23. Juli 1993 2 Wochen (insgesamt 2) | 2                                     | SWV                                   | Weak Brian Alexander Morgan                                                 | -                         |
| 24. Juli 1993 – 10. September 1993 7 Wochen (insgesamt 7) | 7                                     | UB40                                  | Can’t Help Falling in Love George David Weiss, Hugo Peretti, Luigi Creatore | -                         |
| 11. September 1993 – 5. November 1993 8 Wochen (insgesamt 8) | 8                                     | Mariah Carey                          | Dreamlover Mariah Carey, Dave Hall                                          | -                         |
| 6. November 1993 – 10. Dezember 1993 5 Wochen (insgesamt 5) | 5                                     | Meat Loaf                             | I’d Do Anything for Love (But I Won’t Do That) Jim Steinman                 | -                         |
| 11. Dezember 1993 – 24. Dezember 1993 2 Wochen (insgesamt 2) | 2                                     | Janet Jackson                         | Again Janet Jackson, Jimmy Jam, Terry Lewis                                 | -                         |
| 25. Dezember 1993 – 21. Januar 1994 4 Wochen (insgesamt 4) | 4                                     | Mariah Carey                          | Hero Mariah Carey, Walter Afanasieff                                        | -                         |

## Alben
| ← 1992 ← | Liste der Nummer-eins-Alben in den USA | Liste der Nummer-eins-Alben in den USA | Liste der Nummer-eins-Alben in den USA   | 1994 →                    |
| \| Zeitraum \| Wo. ges. \| Interpret \| Titel \| Zusätzliche Informationen \| \| (Zeitraum, Wochen auf Platz eins, Interpret, Titel, zusätzliche Informationen) \| \| \| \| \| \| ------------------------------------------------------------------------------ \| -------- \| ---------------------------------- \| -------------------------------------------- \| ------------------------- \| \| 26. Dezember 1992 – 12. März 1993 11 Wochen (insgesamt 13) \| 13 \| Original Motion Picture Soundtrack \| The Bodyguard: Original Soundtrack Album[12] \| - \| \| 13. März 1993 – 2. April 1993 3 Wochen (insgesamt 3) \| 3 \| Eric Clapton \| Unplugged[13] \| - \| \| 3. April 1993 – 9. April 1993 1 Woche (insgesamt 14) \| 14 \| Original Motion Picture Soundtrack \| The Bodyguard: Original Soundtrack Album \| - \| \| 10. April 1993 – 16. April 1993 1 Woche (insgesamt 1) \| 1 \| Depeche Mode \| Songs of Faith and Devotion[14] \| - \| \| 17. April 1993 – 7. Mai 1993 3 Wochen (insgesamt 17) \| 17 \| Original Motion Picture Soundtrack \| The Bodyguard: Original Soundtrack Album \| - \| \| 8. Mai 1993 – 14. Mai 1993 1 Woche (insgesamt 1) \| 1 \| Aerosmith \| Get a Grip[15] \| - \| \| 15. Mai 1993 – 4. Juni 1993 3 Wochen (insgesamt 20) \| 20 \| Original Motion Picture Soundtrack \| The Bodyguard: Original Soundtrack Album \| - \| \| 5. Juni 1993 – 16. Juli 1993 6 Wochen (insgesamt 6) \| 6 \| Janet Jackson \| janet.[16] \| - \| \| 17. Juli 1993 – 23. Juli 1993 1 Woche (insgesamt 1) \| 1 \| Barbra Streisand \| Back to Broadway[17] \| - \| \| 24. Juli 1993 – 6. August 1993 2 Wochen (insgesamt 2) \| 2 \| U2 \| Zooropa[18] \| - \| \| 7. August 1993 – 20. August 1993 2 Wochen (insgesamt 2) \| 2 \| Cypress Hill \| Black Sunday[19] \| - \| \| 21. August 1993 – 27. August 1993 1 Woche (insgesamt 1) \| 1 \| Original Motion Picture Soundtrack \| Sleepless in Seattle[20] \| - \| \| 28. August 1993 – 17. September 1993 3 Wochen (insgesamt 3) \| 3 \| Billy Joel \| River of Dreams[21] \| - \| \| 18. September 1993 – 8. Oktober 1993 3 Wochen (insgesamt 3) \| 3 \| Garth Brooks \| In Pieces[22] \| - \| \| 9. Oktober 1993 – 15. Oktober 1993 1 Woche (insgesamt 1) \| 1 \| Nirvana \| In Utero[23] \| - \| \| 16. Oktober 1993 – 29. Oktober 1993 2 Wochen (insgesamt 5) \| 5 \| Garth Brooks \| In Pieces \| - \| \| 30. Oktober 1993 – 5. November 1993 1 Woche (insgesamt 1) \| 1 \| Meat Loaf \| Bat Out of Hell II: Back Into Hell[24] \| - \| \| 6. November 1993 – 10. Dezember 1993 5 Wochen (insgesamt 5) \| 5 \| Pearl Jam \| Vs.[25] \| - \| \| 11. Dezember 1993 – 24. Dezember 1993 2 Wochen (insgesamt 2) \| 2 \| Snoop Doggy Dogg \| Doggystyle[26] \| - \| \| 25. Dezember 1993 – 31. Dezember 1993 1 Woche (insgesamt 1) \| 1 \| Mariah Carey \| Music Box[27] \| - \| |                                        |                                        |                                          |                           |
| ← 1992 |                                        |                                        |                                          | → 1994 →                  |
| Zeitraum | Wo. ges.                               | Interpret                              | Titel                                    | Zusätzliche Informationen |
| (Zeitraum, Wochen auf Platz eins, Interpret, Titel, zusätzliche Informationen) |                                        |                                        |                                          |                           |
| 26. Dezember 1992 – 12. März 1993 11 Wochen (insgesamt 13) | 13                                     | Original Motion Picture Soundtrack     | The Bodyguard: Original Soundtrack Album | -                         |
| 13. März 1993 – 2. April 1993 3 Wochen (insgesamt 3) | 3                                      | Eric Clapton                           | Unplugged                                | -                         |
| 3. April 1993 – 9. April 1993 1 Woche (insgesamt 14) | 14                                     | Original Motion Picture Soundtrack     | The Bodyguard: Original Soundtrack Album | -                         |
| 10. April 1993 – 16. April 1993 1 Woche (insgesamt 1) | 1                                      | Depeche Mode                           | Songs of Faith and Devotion              | -                         |
| 17. April 1993 – 7. Mai 1993 3 Wochen (insgesamt 17) | 17                                     | Original Motion Picture Soundtrack     | The Bodyguard: Original Soundtrack Album | -                         |
| 8. Mai 1993 – 14. Mai 1993 1 Woche (insgesamt 1) | 1                                      | Aerosmith                              | Get a Grip                               | -                         |
| 15. Mai 1993 – 4. Juni 1993 3 Wochen (insgesamt 20) | 20                                     | Original Motion Picture Soundtrack     | The Bodyguard: Original Soundtrack Album | -                         |
| 5. Juni 1993 – 16. Juli 1993 6 Wochen (insgesamt 6) | 6                                      | Janet Jackson                          | janet.                                   | -                         |
| 17. Juli 1993 – 23. Juli 1993 1 Woche (insgesamt 1) | 1                                      | Barbra Streisand                       | Back to Broadway                         | -                         |
| 24. Juli 1993 – 6. August 1993 2 Wochen (insgesamt 2) | 2                                      | U2                                     | Zooropa                                  | -                         |
| 7. August 1993 – 20. August 1993 2 Wochen (insgesamt 2) | 2                                      | Cypress Hill                           | Black Sunday                             | -                         |
| 21. August 1993 – 27. August 1993 1 Woche (insgesamt 1) | 1                                      | Original Motion Picture Soundtrack     | Sleepless in Seattle                     | -                         |
| 28. August 1993 – 17. September 1993 3 Wochen (insgesamt 3) | 3                                      | Billy Joel                             | River of Dreams                          | -                         |
| 18. September 1993 – 8. Oktober 1993 3 Wochen (insgesamt 3) | 3                                      | Garth Brooks                           | In Pieces                                | -                         |
| 9. Oktober 1993 – 15. Oktober 1993 1 Woche (insgesamt 1) | 1                                      | Nirvana                                | In Utero                                 | -                         |
| 16. Oktober 1993 – 29. Oktober 1993 2 Wochen (insgesamt 5) | 5                                      | Garth Brooks                           | In Pieces                                | -                         |
| 30. Oktober 1993 – 5. November 1993 1 Woche (insgesamt 1) | 1                                      | Meat Loaf                              | Bat Out of Hell II: Back Into Hell       | -                         |
| 6. November 1993 – 10. Dezember 1993 5 Wochen (insgesamt 5) | 5                                      | Pearl Jam                              | Vs.                                      | -                         |
| 11. Dezember 1993 – 24. Dezember 1993 2 Wochen (insgesamt 2) | 2                                      | Snoop Doggy Dogg                       | Doggystyle                               | -                         |
| 25. Dezember 1993 – 31. Dezember 1993 1 Woche (insgesamt 1) | 1                                      | Mariah Carey                           | Music Box                                | -                         |